# Pieska (ö, lat 62,08, long 24,12)
Pieska är en ö i Finland. Den ligger i sjön Iso-Tarjanne och i kommunen Ruovesi i den ekonomiska regionen  Övre Birkalands ekonomiska region  och landskapet Birkaland, i den södra delen av landet, 220 km norr om huvudstaden Helsingfors. Öns area är 2,8 hektar och dess största längd är 290 meter i sydväst-nordöstlig riktning.